# Эпсилон Змеи
Эпсилон Змеи (ε Змеи, Epsilon Serpentis, ε Serpentis, сокращ. Eps Ser, ε Sgr) — одиночная Am-звезда в экваториальном созвездии Змеи, сама звезда принадлежит к астеризму «Голова змеи». Эпсилон Змеи имеет видимую звёздную величину +3.69, и, согласно шкале Бортля, видна невооружённым глазом даже на внутригородском небе (англ. Inner-city). Хотя звезда и имеет обозначение Эпсилон (5-я буква греческого алфавита), однако сама звезда — 6-я по яркости в созвездии.
Из измерений параллакса, полученных во время миссии Hipparcos, известно, что звезда удалена примерно на 70,4 св. лет (21,6 пк) от Земли. Звезда наблюдается севернее 86° ю. ш., то есть видна практически на всей территории обитаемой Земли, за исключением приполярных областей Антарктиды. Лучшее время для наблюдения — май.
Эпсилон Змеи движется с несколько меньшей скоростью относительно Солнца, чем остальные звёзды: её радиальная гелиоцентрическая скорость −9 км/с, что на 10 % меньше скорости местных звёзд Галактического диска, а также это значит, что звезда приближается к Солнцу. Зато по небосводу звезда движется со скоростью почти угловая секунда в год на северо-восток. Таким образом, Эпсилон Змеи, по-видимому, является посетителем из другой части Галактики.

## Имя звезды
Эпсилон Змеи (латинизированный вариант Epsilon Serpentis) является обозначением Байера, данным им звезде в 1603 году. У звезды также есть обозначение, данное Флемстидом — 37 Змеи (лат. 37 Serpentis) и обозначение, данное Гулдом — 29 G Змеи (лат. 29 G Serpentis).
Эпсилон Змеи является членом арабского астеризма ан-Насак аль-Ямани (араб. النسق اليماني‎), что в переводе обозначает «Южная линия» в полном астеризме ан-Насакана, что в переводе обозначает «Две линии», наряду с Альфа Змеи (Уникалхай), Дельта Змеи, Дельта Змееносца (Yed Prior), Эпсилон Змееносца (Yed Posterior), Дзета Змееносца и Гамма Змееносца.
Согласно сокращённому каталогу звёзд «Технический меморандум 33-507», содержащему 537 названий звёзд, названия аль-Насак аль-Ямани или Насак Ямани были названиями для двух звёзд: Дельта Змеи как Насак Ямани I и Эпсилон Змеи как Насак Ямани II.
На тамильском языке звезда называется Nulla Pambu, что означает «Хорошая змея».
В китайской астрономии звезду относят к астеризму 天市右垣 (Tiān Shì Yòu Yuán), что означает «Правая стена корпуса небесного рынка». Данный астеризм является частью более крупного астеризма «Небесный рынок» и образован одиннадцатью звездами, представляющими одиннадцать древних государств: Бета Геркулеса, Гамма Геркулеса, Каппа Геркулеса, Гамма Змеи, Бета Змеи, Альфа Змеи, Дельта Змеи, Эпсилон Змеи, Дельта Змееносца, Эпсилон Змееносца и Дзета Змееносца. Следовательно, само название Эпсилон Змеи на китайском языке 天市右垣八, (Tiān Shì Yòu Yuán bā — «Восьмая звезда правой стены корпуса небесного рынка» — англ.  the Eighth Star of Right Wall of Heavenly Market Enclosure , которая представляет царство Ба (巴).

## Свойства звезды
Эпсилон Змеи — карлик спектрального класса kA2hA5mA7 V, что указывает на то, что водород в ядре звезды служит ядерным «топливом», то есть звезда находится на главной последовательности. Также это обозначение указывает, что спектр отображает кальциевую K-линию звезды A2, водородные линии звезды A5 и металлические линии звезды A7. Звезда излучает энергию со своей внешней атмосферы при эффективной температуре около 7928 К, что придаёт ей характерный бело-жёлтый цвет звезды спектрального класса A и делает её источником ультрафиолетового излучения.
Масса звезды обычна для карлика и составляет 1,82 {\displaystyle M_{\bigodot }}. В связи с небольшим расстоянием до звезды её радиус может быть измерен напрямую, и первая такая попытка была сделана в 1922 году. Угловой размер звезды тогда был оценён в 0,8 mas, а это значит, что на таком расстоянии её абсолютный радиус равен радиусу Солнца. Последующие измерения показали, что её радиус более чем в полтора раза больше радиуса Солнца и составляет 1,78 {\displaystyle R_{\bigodot }}. Также звезда светит гораздо ярче нашего Солнца, её светимость составляет 12,1 {\displaystyle L_{\bigodot }}. Для того, чтобы планета, аналогичная нашей Земле, получала примерно столько же энергии, сколько она получает от Солнца, её надо было бы поместить на расстоянии 3,48 а. е., то есть примерно туда, где в Солнечной системе находится Пояс астероидов. Причём с такого расстояния Эпсилон Змеи выглядел бы почти на 46 % меньше нашего Солнца, каким мы его видим с Земли — 0,27° (угловой диаметр нашего Солнца — 0,5°).
Возраст системы Эпсилона Змеи — около 0,5 ± 0,2 млрд. лет. Звезда имеет поверхностную гравитацию 4,346 СГС или 221,82 м/с2, то есть несколько меньше, чем на Солнце (274,0 м/с2), что, по-видимому, может объясняться большой поверхностью звезды. Скорость вращения равна 33,1 км/с, что даёт период вращения звезды порядка 2,8 дня. Сама звезда была проверена на наличие магнитного поля, но обнаруженный уровень не был статистически значимым. У Эпсилона Змеи обнаружен избыток инфракрасного излучения на длине волны —25 мкм, что позволяет предположить, что звезду окружает околозвёздный диск из пыли с температурой 250 ± 70 К, который может вращаться на расстоянии примерно 4,2 а. е. от звезды.

## Ближайшее окружение звезды
Следующие звёздные системы находятся на расстоянии в пределах 20 световых лет от звезды Эпсилон Змеи (включены только: самая близкая звезда, самые яркие (<6,5m) и примечательные звёзды). Их спектральные классы приведены на фоне цвета этих классов (эти цвета взяты из названий спектральных типов и не соответствуют наблюдаемым цветам звёзд):
| Звезда     | Спектральный класс | Расстояние, св. лет |
| Альфа Змеи | K2 III             | 4.32                |
| 5 Змеи     | F8 III-IV          | 15.06               |
| 39 Змеи    | G1 V               | 16.47               |

Рядом со звездой, на расстоянии 20 световых лет, есть ещё порядка 15 красных, оранжевых карликов и жёлтых карликов спектрального класса G, K и M, а также 3 белых карлика, которые в список не попали.